# Pseudotyphloscia alba
Pseudotyphloscia alba is een pissebed uit de familie Philosciidae. De wetenschappelijke naam van de soort is voor het eerst geldig gepubliceerd in 1898 door Adrien Dollfus.